# Cầu mây tại Đại hội Thể thao Đông Nam Á 2011
Cầu mây tại Đại hội Thể thao Đông Nam Á năm 2011 được tổ chức từ ngày 11 đến 22 tháng 11 tại Sân vận động trong nhà Jakabaring (Jakabaring Sport City), thành phố Palembang, Indonesia.
Chương trình thi đấu bao gồm các nội dung truyền thống như regu, regu đôi và regu đồng đội dành cho cả nam và nữ

## Bảng huy chương
| Hạng               | Đoàn               | Vàng | Bạc | Đồng | Tổng số |
| ------------------ | ------------------ | ---- | --- | ---- | ------- |
| 1                  | Thái Lan (THA)     | 4    | 0   | 0    | 4       |
| 2                  | Indonesia (INA)    | 1    | 3   | 2    | 6       |
| 3                  | Myanmar (MYA)      | 1    | 1   | 2    | 4       |
| 4                  | Lào (LAO)          | 0    | 1   | 3    | 4       |
| 5                  | Việt Nam (VIE)     | 0    | 1   | 1    | 2       |
| 6                  | Malaysia (MAS)     | 0    | 0   | 2    | 2       |
| 7                  | Philippines (PHI)  | 0    | 0   | 1    | 1       |
| Tổng số (7 đơn vị) | Tổng số (7 đơn vị) | 6    | 6   | 11   | 23      |

## Tóm tắt kết quả
| Nội dung     | Vàng | Bạc                                                                                                 | Đồng              |
| ------------ | --- | --------------------------------------------------------------------------------------------------- | ----------------- |
| Đôi nam      | Indonesia (INA) · Saiful Rijal · Yudi Purnomo · Nourizal                                                       | Myanmar (MYA) · Si Thu Linn · Zaw Zaw Aung · Zaw Latt                                               | Philippines (PHI) |
| Đôi nam      | Indonesia (INA) · Saiful Rijal · Yudi Purnomo · Nourizal                                                       | Myanmar (MYA) · Si Thu Linn · Zaw Zaw Aung · Zaw Latt                                               | Lào (LAO)         |
| Regu nam     | Thái Lan (THA) · Pattarapong Yupade · Wirawut Na Nongkha · Pornchai Kaokaew · Anuwat Chaichana · Siriwat Sakha | Indonesia (INA) · Syamsul Hadi · Saiful Rijal · Victor Eka Prasetyo · Abrian Sihab Aldil · Sudarmin | Malaysia (MAS)    |
| Regu nam     | Thái Lan (THA) · Pattarapong Yupade · Wirawut Na Nongkha · Pornchai Kaokaew · Anuwat Chaichana · Siriwat Sakha | Indonesia (INA) · Syamsul Hadi · Saiful Rijal · Victor Eka Prasetyo · Abrian Sihab Aldil · Sudarmin | Lào (LAO)         |
| Đồng đội nam | Thái Lan (THA)                                                                                                 | Indonesia (INA)                                                                                     | Malaysia (MAS)    |
| Đồng đội nam | Thái Lan (THA)                                                                                                 | Indonesia (INA)                                                                                     | Myanmar (MYA)     |
| Đôi nữ       | Myanmar (MYA)                                                                                                  | Lào (LAO)                                                                                           | Indonesia (INA)   |
| Đôi nữ       | Myanmar (MYA)                                                                                                  | Lào (LAO)                                                                                           | Việt Nam (VIE)    |
| Regu nữ      | Thái Lan (THA)                                                                                                 | Việt Nam (VIE)                                                                                      | Indonesia (INA)   |
| Regu nữ      | Thái Lan (THA)                                                                                                 | Việt Nam (VIE)                                                                                      | Lào (LAO)         |
| Đồng đội nữ  | Thái Lan (THA)                                                                                                 | Indonesia (INA)                                                                                     | Myanmar (MYA)     |

## Kết quả chi tiết

### Regu đôi nam

#### Vòng sơ loại

##### Bảng A
| Đội       | ST | T | B | Set thắng | Set thua | Hiệu số set | Điểm |
| --------- | -- | - | - | --------- | -------- | ----------- | ---- |
| Indonesia | 3  | 3 | 0 | 9         | 1        | 8           | 6    |
| Lào       | 3  | 2 | 1 | 7         | 7        | 0           | 5    |
| Brunei    | 3  | 1 | 2 | 5         | 6        | −1          | 4    |
| Việt Nam  | 3  | 0 | 3 | 2         | 9        | −7          | 3    |

| Ngày        | Giờ   |           | Tỷ số |           | Set 1 | Set 2 | Set 3 |
| ----------- | ----- | --------- | ----- | --------- | ----- | ----- | ----- |
| 19 tháng 11 | 09:00 | Việt Nam  | 2-3   | Lào       |       |       |       |
| 19 tháng 11 | 13:00 | Indonesia | 3-0   | Brunei    |       |       |       |
| 19 tháng 11 | 17:00 | Việt Nam  | 0-3   | Brunei    |       |       |       |
| 19 tháng 11 | 21:00 | Lào       | 1-3   | Indonesia |       |       |       |
| 20 tháng 11 | 09:00 | Việt Nam  | 0-3   | Indonesia |       |       |       |
| 20 tháng 11 | 09:00 | Brunei    | 2-3   | Lào       |       |       |       |

##### Bảng B
| Team        | Pld | W | L | SF | SA | SD | Pts |
| ----------- | --- | - | - | -- | -- | -- | --- |
| Myanmar     | 2   | 2 | 0 | 6  | 0  | 6  | 4   |
| Philippines | 2   | 1 | 1 | 3  | 4  | −1 | 3   |
| Singapore   | 2   | 0 | 2 | 1  | 6  | −5 | 2   |

| Ngày        | Giờ   |             | Tỷ số |             | Set 1 | Set 2 | Set 3 |
| ----------- | ----- | ----------- | ----- | ----------- | ----- | ----- | ----- |
| 19 tháng 11 | 09:00 | Myanmar     | 3-0   | Philippines |       |       |       |
| 19 tháng 11 | 13:00 | Philippines | 3-1   | Singapore   |       |       |       |
| 19 tháng 11 | 17:00 | Singapore   | 0-3   | Myanmar     |       |       |       |

##### Vòng đấu loại trực tiếp
|  | Bán kết     | Bán kết     | Bán kết | Bán kết | Bán kết |    |           | Chung kết | Chung kết | Chung kết | Chung kết | Chung kết |  |
|  |             |             |         |         |         |    |           |           |           |           |           |           |  |
|  | Indonesia   | Indonesia   | 15      | 15      | 15      |    |           |           |           |           |           |           |  |
|  | Indonesia   | Indonesia   | 15      | 15      | 15      |    |           |           |           |           |           |           |  |
|  | Philippines | Philippines | 10      | 9       | 9       |    |           |           |           |           |           |           |  |
|  | Philippines | Philippines | 10      | 9       | 9       |    | Indonesia | Indonesia | 15        | 9         | 11        |           |  |
|  |             |             |         |         |         |    | Indonesia | Indonesia | 15        | 9         | 11        |           |  |
|  |             |             | Myanmar | Myanmar | 10      | 15 | 15        |           |           |           |           |           |  |
|  | Myanmar     | Myanmar     | Myanmar | Myanmar | 10      | 15 | 15        | 15        | 17        | 15        |           |           |  |
|  | Myanmar     | Myanmar     |         |         |         |    |           |           |           | 15        |           |           |  |
|  | Lào         | Lào         | 6       | 16      | 9       |    |           |           |           |           |           |           |  |

### Regu nam

#### Vòng sơ loại

##### Bảng A
| Team        | Pld | W | L | SF | SA | SD | Pts |
| ----------- | --- | - | - | -- | -- | -- | --- |
| Thái Lan    | 3   | 3 | 0 | 9  | 2  | 7  | 6   |
| Indonesia   | 3   | 2 | 1 | 8  | 5  | 3  | 5   |
| Brunei      | 3   | 1 | 2 | 3  | 6  | −3 | 4   |
| Philippines | 3   | 0 | 3 | 0  | 7  | −7 | 3   |

| Ngày        | Giờ   |           | Tỷ số |             | Set 1 | Set 2 | Set 3 | Set 4 | Set 5 |
| ----------- | ----- | --------- | ----- | ----------- | ----- | ----- | ----- | ----- | ----- |
| 12 tháng 11 | 10:00 | Indonesia | 3-0   | Philippines |       |       |       |       |       |
| 12 tháng 11 | 12:30 | Brunei    | 3-0   | Philippines |       |       |       |       |       |
| 12 tháng 11 | 15:00 | Thái Lan  | 3-0   | Brunei      | 15-10 | 15-5  | 15-3  |       |       |
| 12 tháng 11 | 17:30 | Thái Lan  | 3-2   | Indonesia   | 15-10 | 10-15 | 14-16 | 15-12 | 15-11 |
| 13 tháng 11 | 09:00 | Thái Lan  | 3-0   | Philippines |       |       |       |       |       |
| 13 tháng 11 | 11:30 | Brunei    | 2-3   | Indonesia   | 9-15  | 15-13 | 12-15 | 15-8  | 7-15  |

##### Bảng B
| Đội       | ST | T | B | Set thắng | Set thua | Hiệu số set | Điểm |
| --------- | -- | - | - | --------- | -------- | ----------- | ---- |
| Malaysia  | 3  | 3 | 0 | 9         | 0        | 9           | 6    |
| Lào       | 3  | 2 | 1 | 6         | 3        | 3           | 5    |
| Singapore | 3  | 1 | 2 | 3         | 6        | −3          | 4    |
| Việt Nam  | 3  | 0 | 3 | 0         | 9        | −9          | 3    |

| Ngày        | Giờ   |           | Tỷ số |           | Set 1 | Set 2 | Set 3 |
| ----------- | ----- | --------- | ----- | --------- | ----- | ----- | ----- |
| 12 tháng 11 | 10:00 | Lào       | 3-0   | Việt Nam  | 15-10 | 15-9  | 15-10 |
| 12 tháng 11 | 12:30 | Malaysia  | 3-0   | Singapore | 15-9  | 15-8  | 15-8  |
| 12 tháng 11 | 15:00 | Malaysia  | 3-0   | Lào       | 15-3  | 15-7  | 15-11 |
| 12 tháng 11 | 17:30 | Singapore | 3-0   | Việt Nam  | 15-13 | 15-10 | 15-7  |
| 13 tháng 11 | 09:00 | Lào       | 3-0   | Singapore | 15-11 | 15-8  | 15-10 |
| 13 tháng 11 | 11:30 | Malaysia  | 3-0   | Việt Nam  |       |       |       |

##### Vòng đấu loại trực tiếp
|  | Bán kết   | Bán kết   | Bán kết   | Bán kết   | Bán kết |   |          | Chung kết | Chung kết | Chung kết | Chung kết | Chung kết |  |
|  |           |           |           |           |         |   |          |           |           |           |           |           |  |
|  | Thái Lan  | Thái Lan  | 15        | 15        | 15      |   |          |           |           |           |           |           |  |
|  | Thái Lan  | Thái Lan  | 15        | 15        | 15      |   |          |           |           |           |           |           |  |
|  | Lào       | Lào       | 11        | 9         | 5       |   |          |           |           |           |           |           |  |
|  | Lào       | Lào       | 11        | 9         | 5       |   | Thái Lan | Thái Lan  | 15        | 15        | 15        |           |  |
|  |           |           |           |           |         |   | Thái Lan | Thái Lan  | 15        | 15        | 15        |           |  |
|  |           |           | Indonesia | Indonesia | 6       | 7 | 5        |           |           |           |           |           |  |
|  | Malaysia  | Malaysia  | Indonesia | Indonesia | 6       | 7 | 5        | 10        | 11        | 11        |           |           |  |
|  | Malaysia  | Malaysia  |           |           |         |   |          |           |           | 11        |           |           |  |
|  | Indonesia | Indonesia | 15        | 15        | 15      |   |          |           |           |           |           |           |  |

### Đồng đội nam

#### Vòng sơ loại
| Đội       | ST | T | B | Set thắng | Set thua | Hiệu số set | Điểm |
| --------- | -- | - | - | --------- | -------- | ----------- | ---- |
| Thái Lan  | 3  | 3 | 0 | 9         | 0        | 9           | 6    |
| Indonesia | 3  | 2 | 1 | 5         | 4        | 1           | 5    |
| Malaysia  | 3  | 1 | 2 | 3         | 6        | −3          | 4    |
| Myanmar   | 3  | 0 | 3 | 1         | 8        | −7          | 3    |

| Ngày        | Giờ   |           | Tỷ số |          | Set 1 | Set 2 | Set 3 |
| ----------- | ----- | --------- | ----- | -------- | ----- | ----- | ----- |
| 15 tháng 11 | 09:00 | Indonesia | 3-0   | Malaysia |       |       |       |
| 15 tháng 11 | 09:00 | Myanmar   | 0-3   | Thái Lan |       |       |       |
| 17 tháng 11 | 09:00 | Indonesia | 2-1   | Myanmar  |       |       |       |
| 17 tháng 11 | 09:00 | Thái Lan  | 3-0   | Malaysia |       |       |       |
| 18 tháng 11 | 09:00 | Indonesia | 0-3   | Thái Lan |       |       |       |
| 18 tháng 11 | 09:00 | Malaysia  | 3-0   | Myanmar  |       |       |       |

### Regu đôi nữ

#### Vòng sơ loại

##### Bảng X
| Đội      | ST | T | B | Set thắng | Set thua | Hiệu số set | Điểm |
| -------- | -- | - | - | --------- | -------- | ----------- | ---- |
| Myanmar  | 2  | 2 | 0 | 6         | 0        | 6           | 4    |
| Lào      | 2  | 1 | 1 | 3         | 3        | 0           | 3    |
| Malaysia | 2  | 0 | 2 | 0         | 6        | −6          | 2    |

| Ngày        | Giờ   |          | Tỷ số |          | Set 1 | Set 2 | Set 3 |
| ----------- | ----- | -------- | ----- | -------- | ----- | ----- | ----- |
| 19 tháng 11 | 19:00 | Myanmar  | 3-0   | Malaysia |       |       |       |
| 19 tháng 11 | 17:00 | Myanmar  | 3-0   | Lào      |       |       |       |
| 19 tháng 11 | 21:00 | Malaysia | 0-3   | Lào      |       |       |       |

##### Bảng Y
| Team        | Pld | W | L | SF | SA | SD | Pts |
| ----------- | --- | - | - | -- | -- | -- | --- |
| Indonesia   | 2   | 2 | 0 | 6  | 0  | 6  | 4   |
| Việt Nam    | 2   | 1 | 1 | 3  | 3  | 0  | 3   |
| Philippines | 2   | 0 | 2 | 0  | 6  | −6 | 2   |

| Ngày        | Giờ   |             | Tỷ số |             | Set 1 | Set 2 | Set 3 |
| ----------- | ----- | ----------- | ----- | ----------- | ----- | ----- | ----- |
| 19 tháng 11 | 13:00 | Indonesia   | 3-0   | Philippines |       |       |       |
| 19 tháng 11 | 21:00 | Indonesia   | 3-0   | Việt Nam    |       |       |       |
| 20 tháng 11 | 09:00 | Philippines | 0-3   | Việt Nam    |       |       |       |

##### Vòng đấu loại trực tiếp
|  | Bán kết   | Bán kết   | Bán kết | Bán kết | Bán kết |   |         | Chung kết | Chung kết | Chung kết | Chung kết | Chung kết |  |
|  |           |           |         |         |         |   |         |           |           |           |           |           |  |
|  | Myanmar   | Myanmar   | 15      | 9       | 15      |   |         |           |           |           |           |           |  |
|  | Myanmar   | Myanmar   | 15      | 9       | 15      |   |         |           |           |           |           |           |  |
|  | Việt Nam  | Việt Nam  | 12      | 15      | 8       |   |         |           |           |           |           |           |  |
|  | Việt Nam  | Việt Nam  | 12      | 15      | 8       |   | Myanmar | Myanmar   | 15        | 15        | 15        |           |  |
|  |           |           |         |         |         |   | Myanmar | Myanmar   | 15        | 15        | 15        |           |  |
|  |           |           | Lào     | Lào     | 5       | 6 | 10      |           |           |           |           |           |  |
|  | Indonesia | Indonesia | Lào     | Lào     | 5       | 6 | 10      | 13        | 12        | 15        |           |           |  |
|  | Indonesia | Indonesia |         |         |         |   |         |           |           | 15        |           |           |  |
|  | Lào       | Lào       | 15      | 15      | 7       |   |         |           |           |           |           |           |  |

### Regu nữ

#### Vòng sơ loại

##### Bảng X
| Đội       | ST | T | B | Set thắng | Set thua | Hiệu số set | Điểm |
| --------- | -- | - | - | --------- | -------- | ----------- | ---- |
| Thái Lan  | 2  | 2 | 0 | 6         | 0        | 6           | 4    |
| Indonesia | 2  | 1 | 1 | 3         | 3        | 0           | 3    |
| Malaysia  | 2  | 0 | 2 | 0         | 6        | −6          | 2    |

| Ngày        | Giờ   |           | Tỷ số |           | Set 1 | Set 2 | Set 3 |
| ----------- | ----- | --------- | ----- | --------- | ----- | ----- | ----- |
| 12 tháng 11 | 10:00 | Thái Lan  | 3-0   | Indonesia | 17-15 | 15-5  | 15-8  |
| 12 tháng 11 | 15:00 | Thái Lan  | 3-0   | Malaysia  | 15-10 | 15-6  | 15-6  |
| 13 tháng 11 | 09:00 | Indonesia | 3-0   | Malaysia  | 15-13 | 15-4  | 15-12 |

##### Bảng Y
| Đội         | ST | T | B | Set thắng | Set thua | Hiệu số set | Điểm |
| ----------- | -- | - | - | --------- | -------- | ----------- | ---- |
| Việt Nam    | 2  | 2 | 0 | 6         | 1        | 5           | 4    |
| Philippines | 2  | 1 | 1 | 3         | 3        | 0           | 3    |
| Lào         | 2  | 0 | 2 | 1         | 6        | −5          | 2    |

| Ngày        | Giờ   |             | Tỷ số |             | Set 1 | Set 2 | Set 3 | Set 4 |
| ----------- | ----- | ----------- | ----- | ----------- | ----- | ----- | ----- | ----- |
| 12 tháng 11 | 12:30 | Việt Nam    | 3-0   | Philippines | 15-9  | 15-6  | 16-14 |       |
| 12 tháng 11 | 17:30 | Việt Nam    | 3-1   | Lào         | 15-9  | 15-11 | 12-15 | 17-15 |
| 13 tháng 11 | 11:30 | Philippines | 3-0   | Lào         | 15-8  | 15-2  | 15-8  |       |

##### Vòng đấu loại trực tiếp
|  | Bán kết   | Bán kết   | Bán kết  | Bán kết  | Bán kết |    |          | Chung kết | Chung kết | Chung kết | Chung kết | Chung kết |  |
|  |           |           |          |          |         |    |          |           |           |           |           |           |  |
|  | Thái Lan  | Thái Lan  | 15       | 15       | 15      |    |          |           |           |           |           |           |  |
|  | Thái Lan  | Thái Lan  | 15       | 15       | 15      |    |          |           |           |           |           |           |  |
|  | Lào       | Lào       | 6        | 11       | 10      |    |          |           |           |           |           |           |  |
|  | Lào       | Lào       | 6        | 11       | 10      |    | Thái Lan | Thái Lan  | 15        | 15        | 15        |           |  |
|  |           |           |          |          |         |    | Thái Lan | Thái Lan  | 15        | 15        | 15        |           |  |
|  |           |           | Việt Nam | Việt Nam | 13      | 10 | 13       |           |           |           |           |           |  |
|  | Việt Nam  | Việt Nam  | Việt Nam | Việt Nam | 13      | 10 | 13       | 15        | 15        | 15        |           |           |  |
|  | Việt Nam  | Việt Nam  |          |          |         |    |          |           |           | 15        |           |           |  |
|  | Indonesia | Indonesia | 10       | 10       | 3       |    |          |           |           |           |           |           |  |

### Đồng đội nữ

#### Vòng sơ loại
| Đội       | ST | T | B | Set thắng | Set thua | Hiệu số set | Điểm |
| --------- | -- | - | - | --------- | -------- | ----------- | ---- |
| Thái Lan  | 2  | 2 | 0 | 6         | 0        | 6           | 4    |
| Indonesia | 2  | 1 | 1 | 2         | 4        | −2          | 3    |
| Myanmar   | 2  | 0 | 2 | 1         | 5        | −4          | 2    |

| Ngày        | Giờ   |           | Tỷ số |          | Set 1 | Set 2 | Set 3 |
| ----------- | ----- | --------- | ----- | -------- | ----- | ----- | ----- |
| 15 tháng 11 | 09:00 | Indonesia | 0-3   | Thái Lan |       |       |       |
| 16 tháng 11 | 09:00 | Indonesia | 2-1   | Myanmar  |       |       |       |
| 17 tháng 11 | 09:00 | Thái Lan  | 3-0   | Myanmar  |       |       |       |